# Max Schmeling (Film)
Max Schmeling ist eine deutsche Filmbiografie von Uwe Boll aus dem Jahr 2010. Sie beschreibt das Leben und die Karriere des ehemaligen deutschen Boxweltmeisters im Schwergewicht, Max Schmeling. In der Hauptrolle ist Henry Maske zu sehen, seinerseits ehemaliger Weltmeister im Halbschwergewicht.

## Handlung
Gegen Ende des Zweiten Weltkriegs erhält Max Schmeling als Soldat der deutschen Wehrmacht den Auftrag, einen britischen Kriegsgefangenen aus Kreta zu überführen. Während der Reise fassen die beiden Männer Vertrauen zueinander und Schmeling beginnt, seine Lebensgeschichte zu erzählen. In Rückblenden sind seine ersten WM-Kämpfe, seine Beziehung zur Schauspielerin Anny Ondra und schließlich seine legendären Kämpfe gegen Joe Louis zu sehen.

## Hintergrund
Max Schmeling und Henry Maske verband bis zum Tod des einstigen Schwergewichtsweltmeisters im Jahr 2005 eine enge Freundschaft. Schmeling hatte einst verlauten lassen, dass er von Maske dargestellt werden wolle, sollte sein Leben jemals verfilmt werden. Das Angebot, sein Idol in einer Kinoverfilmung zu verkörpern, empfand Maske dann auch als große Ehre und Herzensangelegenheit und sagte nach reiflicher Überlegung zu. Maske, der zuvor bereits Statistenrollen in den Fernsehproduktionen Dann kamst du (2003) und Hammer & Hart (2006) bekleidet hatte, nahm für die Rolle acht Monate lang Schauspielunterricht.
Für Regisseur Uwe Boll war es nach 1997 der erste in Deutschland gedrehte Film. Boll selbst ist Amateur-Boxer. Als Kulisse für Schmelings ostpreußisches Landgut diente Schloss Sommerberg in Wiesbaden-Frauenstein.
Für die Boxszenen konnten aktive Boxprofis wie Yoan Pablo Hernández und Arthur Abraham gewonnen werden. Auch Henry Maskes ehemaliger Trainer Manfred Wolke erhielt einen Kurzauftritt in der Rolle des Trainers von Jack Sharkey.
Der Film wurde angeblich als Auftragsarbeit durch zwei Hamburger Millionäre finanziert, die namentlich nicht in Erscheinung treten wollen, um ihr Idol auf diese Weise filmisch zu würdigen.

## Kritik
Die deutsche Filmkritik war sich weitestgehend einig, dass der Film misslungen sei. Nur bezüglich der Frage, wer der Hauptverantwortliche dafür sei, gingen die Meinungen auseinander. Christoph Petersen von Filmstarts bezeichnete die Besetzung der Hauptrolle mit Henry Maske als „einen Marketing-Gag, der den Film vollständig zerstört“ habe. Maskes Spiel sei hölzern und von einer unfreiwilligen Komik geprägt, die jeden Anflug von Atmosphäre im Keim ersticke. Weitere Schwächen, wie die „plakative Abhandlung des Nationalsozialismus und ein abseits der Boxszenen einfallsloser Inszenierungsstil“ fielen demgegenüber „kaum noch erschwerend ins Gewicht.“ Auch Andreas Dosch urteilte im Stern, das Hauptproblem des Films sei die Fehlbesetzung des Protagonisten. „Möglich, dass die etwas tumbe Naivität der Titelfigur im Drehbuch stand; bei Kino-Neuling Maske wirkt sie jedoch alles andere als gespielt. Dieses unfreiwillige „method acting“, gepaart mit der Tendenz, die Dialoge dumpf herauszunuscheln, sorgt für ungewollte Heiterkeit.“
Jenni Zylka hingegen schrieb im Spiegel, dass das „Debakel“ eindeutig auf Bolls Konto ginge. Es sei „erstaunlich, wie lahm Uwe Boll das Leben eines Ausnahmesportlers verfilmt“ habe. Peter Zander sprach Boll in der Welt gar jegliche Fähigkeiten als Regisseur ab und klagte, Boll könne „nicht einmal ein Haus filmisch in Szene setzen.“ Andere wiederum wiesen auf ein schwaches Drehbuch hin. Andrea Burtz etwa sprach im Westdeutschen Rundfunk von „mehr als unbeholfenen Dialogen“, die für den „technischen KO“ des Films sorgen würden. Carlos Corbelle gab auf filmreporter.de zu bedenken, „dass mit derart tiefgründigen Dialogzeilen wie „Ich geh jetzt duschen“ oder „Ich geh auf Toilette“ wohl selbst Robert De Niro in Wie ein wilder Stier an seine Grenzen gestoßen wäre.“ Einiges Lob erhielt der Film lediglich für seine Boxszenen.
Das deutsche Kinopublikum strafte die Produktion weitestgehend mit Nichtbeachtung. In den ersten zwei Wochen nach der Premiere am 7. Oktober verzeichneten die Kinos nur rund 16.000 Besucher – für eine Produktion dieser Größenordnung ein katastrophaler Wert. Als Reaktion auf die ausbleibenden Besucher ging Boll wie schon bei früheren Misserfolgen zum Gegenangriff über. Das Einspielergebnis zeige, „dass die deutschen Zuschauer kein Interesse an deutscher Geschichte haben und nur noch in modischen Hollywoodschrott reinlaufen.“